# Echemmaia
Echemaïa (en arabe : الشماعية) est une ville du Maroc située dans la région de Marrakech-Safi entre la ville de Safi et Marrakech. Anciennement dite "Al Kasba" elle fut renommée "Chemaïa" (littéralement : "La Chandelière") depuis la mise en place de l'une des plus importantes usines productrice de bougies de la région.
Le développement en général et la promotion du tourisme en particulier dans cette province s'implique activement dans une dynamique visant à accueillir 15 millions de touristes et habitants d'ici l'an 2016. Parmi ces projets, on ne citera que la construction de la rocade de Safi, la voie express Safi-Marrakech ou encore la mise en place du nouvel ensemble de propriétés à Chemaïa nommé "La Tazi'a" constitué de nombreuses villas et résidences luxueuses mais aussi de boutiques typiquement marocaines et d'écoles (coraniques, arabes et françaises).
Chemaïa fut la première ville construite dans la région Ahmer ("La Rouge"), son histoire parle d'elle-même, avec son école des "Oumara" où les princes Alaouites vennaient apprendre Roukoub Al Khayl (La montée des chevaux de pur-sang arabe) et Ar Rimaya des mains des Chorfa de Zaouia Al Khannoufa.
Le Sultan Moulay Al Hassen l'a visité à ce moment-là. Un historien de Chemaïa a écrit un livre à ce propos : "Al Dar Haddi Ben Daou" retraçant l'histoire de la première école militaire marocaine où des princes tels qu'Al Hassan premier ont séjourné pour leur formation politique et militaire. L'Association "Tourat Ahmer" avec son président l'historien Si Hamza ont lancé un appel pour la restauration de cette école en partenariat avec le ministère de la culture lors de leur deuxième festival du fantasia en 2005 pour qu'elle devient un musée de l'histoire de la région.
Chemaïa aujourd'hui est connu par ses hommes et ouvriers dans d'innombrables domaines, et surtout pour son côté culturel, en plus de Si Hamza, Si Driss Belattar le doyen des "Zajjalines". Chemaïa était présente dans l'art de L'Ayta Hsbawya.
Chemaïa joue aussi son grand rôle économique au Maroc avec son célèbre lac salé de "Zima" qui en témoigne et qui s'étale sur environ 558 hectares. Son eau saline, soutient plusieurs organismes adaptés à l'hypersalinité de l'eau. Le lac a une certaine valeur ornithologique, soutenant un nombre important d'espèces d'oiseaux (dont le flamant rose) pendant des saisons d'hiver et de reproduction. Sa valeur économique vient du fait que sa production annuelle en sel peut atteindre 20 000 tonnes.
De nombreux projets en réalisation viennent s'ajouter dans le parcours de cette ville qui s'étale sur plus en plus de kilomètres et dont l'évolution est remarquable à l'image de sa voisine Youssoufia.